# 小池昌
小池 昌（こいけ あきら、1954年4月21日 - ）は、日本の社会活動家、編集者、ライター。在日フィリピン人向け新聞「KAIBIGAN」編集長。NPO法人在日外国人情報センター、一般社団法人外国人生活サポート機構の代表理事。

## 経歴
東京都国立市出身。私立成城高校卒業後、中央大学商学部に進学。大学在学中に映画宣伝会社に入社し、後にユナイト映画宣伝部に出向。同時にPOPEYEやFINE、STUDIOVOICE、毎日グラフなどで映画・演劇等の評論・インタビュー記事の寄稿を始める。1980年、ユナイト映画退社後はライターを続ける一方、83年からはぴあフィルム・フェスティバルなど映画祭のプログラム・コーディネイターとして、主にフィリピンの映画の招聘を手がける。
87年よりフィリピンの国立フィルム・アーカイブ（映画センター）顧問に就任、フィリピン映画の研究及び海外映画祭への出品作品の選定にあたると同時に、フィリピン政府観光省の依頼で同国各地のダイビング・スポットを調査。91年に帰国後、在日フィリピン人向け生活情報紙「KAIBIGAN」を創刊、編集長に就任。95年1月の阪神・淡路大震災の発生に伴い、主要な在日外国人メディア7紙と、緩やかな連合体である在日外国人情報誌連合会（略称：EMPC）を設立し自身は副代表に就任。被災外国人への共同取材・救済活動に当たる一方、シンポジウムなどを通して各地方自治体に防災情報のエスニックメディアへの直接提供を求める活動を行う。
2004年、東京都地域国際化推進検討委員会委員に就任。同年、EMPCを在日外国人情報センター（略称：ICFJ）に改組し、自身は代表に就任。より多くのエスニックメディアの参加を求め、05年、東京都と共同でエスニックメディアに行政情報を配信する東京都在住外国人向けメディア連絡会を設立、共同代表に就任する。その後ICFJ主催のシンポジウムなどを通じ、在日外国人の住宅問題の改善を図るため、一般社団法人外国人生活サポート機構（略称：FOLIS）を中国語メディアと共同で設立、代表理事に就任する。
2012年10月、以前から煩っていた心臓疾患のため逝去。

## 著作
- 青春映画グラフィティ（共著）集英社 1982年
- 愛の陽炎 実業之日本社 1986年
- スクーバダイビング　ハンドブック（編著）辰巳出版 1990年
- フィリピン裏町探検隊（編著）トラベルジャーナル 1994年
- ワールド・カルチャーガイド フィリピン（編著）トラベルジャーナル 1999年

ほか単行本、ノベライズ、MOOK等